# Juan Pardo (Entdecker)
Juan Pardo war ein spanischer Entdecker und Eroberer, der in der zweiten Hälfte des 16. Jahrhunderts lebte. Er leitete zwei spanische Expeditionen durch das heutige North Carolina und South Carolina in den Osten von Tennessee. Während seiner ersten Expedition baute Pardo gute Beziehungen zu den Indianerstämmen auf und suchte hauptsächlich nach Nahrung für die Jesuitenmission von Santa Elena. Außerdem gründete er 1566 Fort San Felipe, die ersten spanischen Siedlungen in South Carolina.
Ziel der zweiten Expedition war es, einen sicheren Weg zu den spanischen Silberminen von Zacatecas (Mexiko) zu finden. Die Spanier hatten bei dieser Expedition keine Vorstellung von der Größe des Kontinents und den zurückzulegenden Entfernungen. Bei dieser zweiten Erkundung des Landesinneren gründete Pardo Fort San Juan in Joara, die erste europäische Siedlung (1567–1568) im Landesinneren von North Carolina.
1569 soll Pardo die Kolonie Florida nach Spanien verlassen haben.

## Archäologische Beweise
Seit 1986 haben Archäologen, die an der Berry Site in der Nähe von Morganton arbeiten, Beweise für die Hügelkultur, verbrannte Hütten und spanische Artefakte aus dem 16. Jahrhundert gefunden. Es besteht ein starker wissenschaftlicher Konsens darüber, dass dies der Standort von Joara und Fort San Juan ist. 2007 gruben die Archäologen eine der abgebrannten Hütten vollständig aus. Sie fanden Fragmente von Olivenkrügen aus spanischer Keramik und eine Eisenplatte einer Brigadine-Rüstung aus dem 16. Jahrhundert, die typisch für das war, was die Expedition verwendet hatte.